# Критска побуна (1866–1869)
Критска побуна 1866-1869. (грч.: Κρητικη επανασταση επανασταση επανασταση επανασταση του 1866) била је трогодишња побуна на Криту против османске владавине, трећег и највећег у низу Критских устанака у периоду између Грчког рата за независност 1830. и успостављање независне Критске државе 1898. године.

## Историја
Хришћански Крићани су се подигли заједно са остатком Грчке у Грчкој револуцији 1821, али упркос успесима, Османлије су се држале у четири утврђена града на северној обали (Хања, Ретимно, Ираклион и Ајос Николаос) и острво је на крају поново освојено до 1828. године, постајући египатска провинција (Египат Мухамеда Алија, иако је номинално вазал Османског царства, био је регионална сила сама по себи). Крит је враћен под директну османску власт, након чега је уследио неуспешан устанак 1841. у знак подршке унији са независном Грчком. Још један устанак 1858. обезбедио је неке привилегије, као што су право на ношење оружја, једнакост хришћанског и муслиманског живља и оснивање хришћанских савета старешина са јурисдикцијом над образовањем и обичајним и породичним правом. Критски муслимани су замерили овим уступцима, иако су хришћани тражили више права, задржавајући свој крајњи циљ уније са Грчком.
Како су тензије на острву порасле, а неколико петиција упућених султану остало је без одговора, формиране су оружане групе, а устанак је званично проглашен 21. августа 1866. Побуна је одмах изазвала симпатије у Грчкој, али и другде у Европи. Побуњеници су у почетку успели да преузму контролу над већим делом залеђа, иако су као и увек четири утврђена града на северној обали и јужни град Јерапетра остала у рукама Османлија. До средине 19. века, Османлије су владале Критом више од 220 година откако је Крит заузет од Млечана, упркос честим крвавим устанцима критских побуњеника. Док су се Крићани дигли против османске окупације током рата за грчку независност, Лондонски протокол из 1830. налагао је да острво не може бити део нове грчке државе.
Дана 30. марта 1856. Париски уговор обавезао је султана да примени хатишериф, који је гарантовао грађанску и верску једнакост хришћанима и муслиманима. Османске власти на Криту нису биле вољне да спроведу било какву реформу. Пре већине муслиманских преобраћења (већина бивших хришћана је прешла на ислам, а затим се одрекла), Царство је покушало да се повуче на слободу савести. Институција нових пореза и полицијски час такође су допринели незадовољству. У априлу 1858. 5.000 Крићана се састало у Бутсунарији. Коначно, царским декретом од 7. јула 1858. гарантоване су им привилегије у верским, судским и финансијским питањима. Једна од главних мотивација побуне 1866. била је кршење хатишерифа.
Други узрок устанка 1866. било је мешање Хеким Исмаил-паше, валије са Крита, у унутрашњу свађу око организације критских манастира. Неколико чланова црквене заједнице је препоручивало да манастирска добра пређу под контролу Савета стараца и да се користе за стварање школа, али су им се противили епископи. Исмаил-паша је интервенисао и одредио неколико људи да одлучују о овоме и поништио избор „непожељних“ чланова, затварајући чланове одбора који су били задужени да оду у Цариград ради изношења предмета Патријарху. Ова интервенција је изазвала бурне реакције хришћанског становништва Крита.
Један посебан догађај изазвао је оштре реакције у либералним круговима западне Европе: „Холокауст Аркадија“. Догађај се догодио у новембру 1866. године, када су велике османске снаге опколиле манастир Аркади, који је служио као штаб устаника. Поред његових 259 бранилаца, у манастир се склонило и преко 700 жена и деце. После неколико дана тешких борби, Османлије су упали у манастир. У том тренутку игуман манастира је запалио барут који се налазио у манастирским трезорима, што је изазвало смрт већине побуњеника и жена и деце који су тамо били склоњени. Како су известили амерички писац и конзул Вилијам Стилман и други преко телеграфа, овај догађај је изазвао огроман шок у остатку Европе и Северне Америке и умањио опажени легитимитет османске владавине.
У пролеће 1866. одржани су састанци побуњеника у неколико села. Дана 14. маја одржана је скупштина у манастиру Агија Киријаки у Бутсунарији код Хање. Послали су молбу султану и конзулима великих сила. У време првих састанака револуционарних комитета, представници су бирани по покрајинама, а представник Ретимнонске области био је игуман Аркадије Гаврил Маринакис. На објављивање ових дешавања, Исмаил-паша је послао поруку игуману преко епископа Ретимна Калиникоса Николетакиса. У писму се захтевало да игуман расформира револуционарну скупштину или да османске трупе уђу насилно у манастир. У јулу 1866. Исмаил-паша је послао своју војску да ухвати устанике, али су чланови комитета побегли пре него што су његове трупе стигле. Османлије су поново отишли пошто су уништили иконе и друге сакралне предмете које су затекли у манастиру.
Исмаил-паша је у септембру послао игуману нову претњу да ће уништити манастир ако побуњеници не одустану. Скупштина је одлучила да се за манастир спроведе систем одбране. Панос Коронаос је 24. септембра стигао на Крит. Отишао је до манастира Аркади, где је постављен за главног команданта побуне за област Ретимно. Као војник, Коронаос је веровао да манастир није одбрањив. Игуман и монаси нису се сложили и Панос им је пристао, али је саветовао да се коњушнице униште како их Османлије не би могле користити. Овај план је игнорисан. Пошто је именовао Јоаниса Димакопулоса на место команданта гарнизона манастира, Панос је отишао. Приликом његовог одласка у манастир су се склонили бројни мештани, углавном жене и деца, који су доносили своје драгоцености у нади да ће их спасити од Османлија. До 7. новембра 1866. године манастир је прихватио 964 људи: 325 мушкараца, од којих 259 наоружаних, а остали су били жене и деца.
Од победе Мустафа-пашиних трупа код Вафеса средином октобра, главнина османске војске била је стационирана у Апокоронасу и била је посебно концентрисана у тврђавама око залива Суда. Манастир је одбио да се преда, па је Мустафа-паша кренуо са својим трупама на манастир Аркади. Прво се зауставио и похарао село Епископи. Из Епископија је Мустафа послао ново писмо револуционарном комитету у Аркадију, наређујући им да се предају и обавештавајући их да ће наредних дана стићи у манастир. Османска војска се затим окренула ка Рустици, где је Мустафа преноћио у манастиру пророка Илије, док је његова војска логоровала у селима Рустика и Агиос Константинос. Мустафа је стигао у Ретимно 5. новембра, где је срео османско и египатско појачање. Османске трупе стигле су до манастира у ноћи између 7. и 8. новембра. Мустафа, иако је пратио своје трупе до релативно близу места, камповао је са својим штабом у селу Меси.
Крајем 1866. Исмаил-паша је послао египатски војни контингент да помогне Османском царству током побуне који је био састављен од 16.000 пешадијских трупа под командом Исмаил Шахин-паше и где је транспортован и заштићен морем египатске морнарице. Због неефикасности плана опсаде Османске морнарице, оружје и опрема су лако прокријумчарени критским побуњеницима из Грчке преко мора, што је касније продужило период опсаде критске престонице и неочекиваних жртава на египатској страни. Средином 1867, Исмаил-паша уклонио је Шахин-пашу из команде египатских снага и заменио га искуснијим официром, Емирлива Исмаил Садик-пашом, који је доказао своје официрске вештине и професионалност од Шахин-паше, где је 6. октобра 1867. могао успешно да победи критске побуњенике у њиховој престоници.
Ујутро 8. новембра, војска од 15.000 османских војника и 30 топова, коју је водио Сулејман, стигла је на брда манастира док је Мустафа-паша чекао у Месију. Сулејман, смештен на брду Коре, северно од манастира, послао је последњи захтев за предају. Као одговор добио је само пуцњаву. Напад су започеле османске снаге. Њихов примарни циљ била су главна врата манастира на западној страни. Битка је трајала цео дан без инфилтрирања Османлија у зграду. Опкољени су забарикадирали врата и од почетка, заузимање би било тешко. Крићани су били релативно заштићени зидинама манастира, док су Османлије, рањиве на ватру устаника, претрпеле бројне губитке. Седам Крићана заузело је своје место унутар ветрењаче манастира. Ову зграду су Османлије брзо заузеле, запаливши је и убивши критске ратнике унутра.
Битка је престала с доласком ноћи. Османлије су из Ретимна добили два тешка топа, од којих се један звао Куцахила. Сместили су их у штале. На страни побуњеника, ратни савет је одлучио да затражи помоћ од Паноса Корониоса и других критских вођа у Амари. Два Крићана су се спуштали низ зидине манастира ужадима и, прерушена у муслимане, прешла османске линије. Гласници су се вратили касније током ноћи са вестима да је сада немогуће да појачање стигне на време јер су Османлије блокирале све прилазне путеве. Борбе су поново почеле увече 9. новембра. Топови су уништили врата и Османлије су ушле у зграду, где су претрпели веће губитке. У исто време, Крићанима је понестајало муниције и многи међу њима били су приморани да се боре само са бајонетима или другим оштрим предметима. Османлије су биле у предности.

### Губици
Жене и деца унутар манастира скривали су се у клозету. Последњи критски борци су коначно поражени и сакривени у манастиру. У трпезарији, у близини муниције, уточиште је нашло 36 устаника. Откривени од Османлија, који су насилно отворили врата, били су масакрирани. У клозету, где се скривала већина жена и деце, Константинос Гиабоудакис је окупио људе који су се крили у суседним просторијама. Када су Османлије стигли на врата барутане, Гиабоудакис је запалио буре барута и настала експлозија је резултирала смрћу бројних османских војника.
У другој просторији манастира, држећи једнак број бурета барута, побуњеници су направили исти гест. Али прах је био влажан и само је делимично експлодирао, па је уништио само део северозападног зида просторије. Од 964 особе присутних на почетку напада, 864 су погинули у борби или у тренутку експлозије. Заробљено је 114 мушкараца и жена, али су тројица или четворица успели да побегну, укључујући и једног од гласника који је отишао по појачање. Међу жртвама је био и игуман Гаврило. Према предању, он је био међу погинулима у експлозији бурета барута, али је вероватније да је погинуо првог дана борбе. Османски губици су процењени на 1500. Њихова тела су сахрањена без спомен обележја, а нека су бачена у суседне клисуре. Посмртни остаци бројних критских хришћана сакупљени су и смештени у ветрењачу, која је направљена у реликвијар у знак поштовања браниоцима Аркадија. Међу османским трупама, група Коптских Египћана пронађена је на брдима испред манастира. Ови хришћани су одбили да убијају друге хришћане. Османске трупе су их погубиле, а њихове кутије муниције су остављене.
Око 114 преживелих је заробљено и превезено у Ретимно где су били изложени бројним понижењима од стране службеника одговорних за њихов транспорт, али и муслиманског становништва које је при уласку у град пристизало да их гађа камењем и да их вређа. Жене и деца су били затворени недељу дана у цркви Ваведење Богородице. Мушкарци су били затворени годину дана у тешким условима. Руски конзулат је морао да интервенише и захтева од Мустафа-паше да одржава основне хигијенске услове и да обезбеди одећу затвореницима. После годину дана затвореници су пуштени.
- Константинос Гиабоудакис припрема бурад барута
- Експлозија унутар манастира Аркади
- Константинос Гиабоудакис

### Реакције
Османлије су сматрале гушење побуне у манастиру Аркади великом победом и прославиле су је топовском паљбом. Међутим, догађаји у Аркадији изазвали су негодовање код Крићана, али и у Грчкој и иностранству. Ова трагедија је окренула светско мишљење о сукобу. Догађај је подсетио на трећу опсаду Мисолонгија и бројни фихеленисти света су били за Крит. На острво су стигли добровољци из Србије, Мађарске и Италије. Гистав Флоренс, наставник на Колеж де Франс, пријавио се и стигао на Крит до краја 1866. Формирао је малу групу филохелениста са још тројицом Француза, Енглезом, Американцем, Италијаном и Мађаром. Ова група је објавила брошуру о питању Оријента и критске ренесансе, контактирала са француским политичарима и организовала конференције у Француској и Атини. Крићани су га именовали за посланика у скупштини, али је он одбио ту позицију.
Ђузепе Гарибалди је у својим писмима хвалио патриотизам Крићана и њихову жељу да стекну независност. Бројни Гарибалдијци, вођени ватреним филохеленизмом, дошли су на Крит и учествовали у неколико битака. Писма Виктора Игоа објављена су у листу Клеио у Трсту, што је допринело реаговању широм света. Писма су охрабрила Крићане и говорила им да ће њихова ствар успети. Он је нагласио да се драма манастира Аркади не разликује од уништења Псаре и треће опсаде Мисолонгија. Он је описао Аркадијеву трагедију:
"Пишући ове редове, ја се покоравам наређењу с висине; поредак који долази из агоније. Човек познаје ову реч, Аркади, али тешко разуме шта она значи. А ево неких прецизних детаља који су занемарени. У Аркадији, манастиру на гори Иди, који је основао Ираклије, шест хиљада Турака напало је сто деведесет седам мушкараца и триста четрдесет и три жене и такође децу. Турци су имали двадесет шест топова и две хаубице, Грци су имали двеста четрдесет пушака. Битка је трајала два дана и две ноћи; манастир је имао хиљаду стотина рупа пронађених од топовске ватре; један зид се срушио, Турци су ушли, Грци наставили борбу, сто педесет пушака је било доле и напоље, а борба је трајала још шест сати у ћелијама и на степеништу, а на крају је било две хиљаде лешева у дворишту манастира. Најзад је сломљен и последњи отпор; маса Турака је заузела манастир. Остала је само једна барикадирана просторија која је држала барут и у овој просторији, поред олтара, у центру групе деце и мајки, осамдесетогодишњи човек, свештеник, игуман Гаврило, у молитви... врата, излупана секирама, пала су. Старац је ставио свећу на олтар, погледао децу и жене и запалио прах и поштедео их. Страшна интервенција, експлозија, спасла је поражене... и овај херојски манастир, који је био брањен као тврђава, завршио је као вулкан."
Не налазећи потребно решење од великих европских сила, Крићани су тражили помоћ од Сједињених Држава. У то време, Американци су покушали да успоставе присуство на Медитерану и показали су подршку Криту. Однос је растао како су тражили луку на Медитерану и размишљали, између осталог, да купе острво Мило или острво Порт. Америчка јавност је била саосећајна. Амерички филохеленисти су стигли да се залажу за идеју независности Крита и 1868. је питање признавања независног Крита покренуто у Представничком дому али је гласањем одлучено да се следи политика немешање у османска питања.

### Последице
Пошто је губитак Крита могао бити увод у много озбиљнији губитак османске територије на Балкану, османски велики везир, Али-паша, стигао је на острво у октобру 1867. и остао тамо четири месеца. Али је покренуо поновно освајање острва ниског профила, након чега је уследила изградња блокова или локалних тврђава широм читавог острва. Они су били основа сталне османске војне владавине до коначне кризе 1896–1898. Осмислио је органски закон који је критским хришћанима дао једнаку (у пракси, због њиховог супериорног броја, већине) контролу над локалном администрацијом. Тиме је стекао минимум политичке сарадње неопходан да задржи контролу над острвом до почетка 1869. и скоро све вође побуњеника су се потчинили османској власти, иако су неки, посебно проруски оријентисани, остали у егзилу у Грчкој.